# Liga de Naciones de la Concacaf 2024-25
La Liga de Naciones de la Concacaf 2024-25 (en inglés: 2024-25 CONCACAF Nations League) fue la cuarta edición de la Liga de Naciones Concacaf; campeonato de fútbol que disputan las 41 selecciones nacionales afiliadas a la Concacaf. El torneo sirvió como proceso de clasificación para la Copa de Oro de la Concacaf 2025.

## Formato
Las 41 selecciones que conforman la Concacaf fueron divididas en tres ligas de acuerdo con los ascensos producidos tras el final de la Liga de Naciones de la Concacaf 2023-24.
La Liga A incluyó 16 selecciones nacionales, de los cuales 12 fueron divididas en dos grupos de seis equipos cada uno y jugaron en una liga con un sistema suizo, jugando un total de cuatro partidos (dos de local y dos de visitante). Estas 12 selecciones eran aquellas con la clasificación más baja en el ranking de Concacaf de marzo de 2024 y clasificaron a la ronda de cuartos de final el primer y segundo lugar de cada grupo, donde estaban esperando los cuatro equipos mejor clasificados, según el mismo ranking Concacaf de marzo de 2024. Esta ronda de cuartos de final de la Liga A se jugó en un formato de ida y vuelta, y los ganadores en cada enfrentamiento avanzaron a las Finales de la Liga de Naciones Concacaf 2024-25. Igualmente, los ganadores de los cuartos de final también se clasificaron para la Copa de Oro de la Concacaf 2025.
La Liga B contó con 16 equipos divididos en cuatro grupos de cuatro equipos. Durante las Ventanas de Partidos de la FIFA de septiembre, octubre y noviembre, cada equipo jugó contra todos los equipos de su grupo dos veces, para un total de seis partidos por equipo.
Para cada Ventana de Partidos de la FIFA, los partidos de cada grupo se jugaron en una sede centralizada en lugar del formato anterior de ida y vuelta. Este cambio de formato alivió algunos de los desafíos de viaje que enfrentaban las Asociaciones Miembro debido a la geografía única de nuestra región y les permitió concentrarse en brindar el mejor fútbol posible.
Los terceros equipos mejor clasificados en cada grupo albergaron los partidos de septiembre, los segundos equipos mejor clasificados albergaron los partidos de octubre y los equipos mejor clasificados albergaron los partidos decisivos de noviembre. Si un equipo no podía albergar partidos, Concacaf se reservaría el derecho de seleccionar una sede.
La Liga C contó con nueve equipos. Los equipos se dividieron en tres grupos de tres equipos, y cada equipo jugó cuatro partidos en un formato de todos contra todos. Al igual que en la Liga B, los partidos de cada grupo se jugaron en una sede centralizada. Los segundos equipos mejor clasificados de cada grupo albergaron los partidos de septiembre (jornadas 1, 2 y 3), y los equipos mejor clasificados albergaron los partidos de octubre (jornadas 4, 5 y 6). La Liga C no se jugó en la ventana de noviembre.
La fase de grupos de las Ligas A y C se jugó en los meses de septiembre y octubre de 2024, mientras que para la Liga B se extendió hasta noviembre de 2024. Los cuartos de final se jugaron en el mes de noviembre, las Finales de la Liga de Naciones y los repechajes internos se jugarán en marzo de 2025.
El ascenso y descenso para la temporada 2024-25, se dio con los equipos en quinto y sexto lugar en la Liga A y los equipos en cuarto lugar en la Liga B siendo descendidos para la próxima temporada. Ascendieron los ganadores de grupo de las Ligas B y C, así como el mejor segundo puesto de la Liga C.

## Calendario
El calendario para la Liga de Naciones de Concacaf 2024-25 es el siguiente.
| Ronda                       | Ronda     | Ronda     | Fecha FIFA                 |
| Liga A                      | Liga B    | Liga C    | Fecha FIFA                 |
| --------------------------- | --------- | --------- | -------------------------- |
| Jornada 1                   | Jornada 1 | Jornada 1 | 2–10 de septiembre de 2024 |
| Jornada 2                   | Jornada 2 | Jornada 2 | 2–10 de septiembre de 2024 |
| —                           | —         | Jornada 3 | 2–10 de septiembre de 2024 |
| Jornada 3                   | Jornada 3 | Jornada 4 | 7–15 de octubre de 2024    |
| Jornada 4                   | Jornada 4 | Jornada 5 | 7–15 de octubre de 2024    |
| —                           | —         | Jornada 6 | 7–15 de octubre de 2024    |
| Cuartos de final, ida       | Jornada 5 | —         | 11–19 de noviembre de 2024 |
| Cuartos de final, vuelta    | Jornada 6 | —         | 11–19 de noviembre de 2024 |
| Semifinales                 | —         | —         | 20–23 de marzo de 2025     |
| Partido por el tercer lugar | —         | —         | 20–23 de marzo de 2025     |
| Final                       | —         | —         | 20–23 de marzo de 2025     |

## Equipos participantes
Las 41 selecciones pertenecientes a Concacaf participarán en la competición.
En negrita las selecciones de la Liga A.
| Equipos participantes | Equipos participantes | Equipos participantes     | Equipos participantes                | Equipos participantes        | Equipos participantes |
| --------------------- | --------------------- | ------------------------- | ------------------------------------ | ---------------------------- | --------------------- |
| Anguila               | Costa Rica            | Guatemala                 | Islas Vírgenes de los Estados Unidos | República Dominicana         |                       |
| Antigua y Barbuda     | Cuba                  | Guayana Francesa          | Jamaica                              | Saint-Martin                 |                       |
| Aruba                 | Curazao               | Guyana                    | Martinica                            | San Cristóbal y Nieves       |                       |
| Bahamas               | Dominica              | Haití                     | México                               | San Vicente y las Granadinas |                       |
| Barbados              | El Salvador           | Honduras                  | Montserrat                           | Santa Lucía                  |                       |
| Belice                | Estados Unidos        | Islas Caimán              | Nicaragua                            | Sint Maarten                 |                       |
| Bermudas              | Granada               | Islas Turcas y Caicos     | Panamá                               | Surinam                      |                       |
| Bonaire               | Guadalupe             | Islas Vírgenes Británicas | Puerto Rico                          | Trinidad y Tobago            |                       |
| Canadá                |                       |                           |                                      |                              |                       |

## Distribución
Los equipos que finalizaron 5 y 6 en la Liga A, los últimos de la Liga B de la edición 2023-24, descendieron a la liga próxima inferior, mientras que los líderes de grupo de las ligas B y C más el mejor segundo de la Liga C ascendieron. Los demás equipos se mantuvieron en sus respectivas ligas.
|  | Ascendido de categoría. |
|  | Descendido de categoría |
|  | Mantuvo su categoría.   |

| Distribución de la temporada 2023-24 | Distribución de la temporada 2023-24 | Distribución de la temporada 2023-24 | Distribución de la temporada 2023-24 | Distribución de la temporada 2023-24 | Distribución de la temporada 2023-24 | Distribución de la temporada 2023-24 | Distribución de la temporada 2023-24 |
| Liga A                               | Liga A                               | Liga A                               | Liga A                               | Liga A                               | Liga A                               | Liga A                               | Liga A                               |
| ------------------------------------ | ------------------------------------ | ------------------------------------ | ------------------------------------ | ------------------------------------ | ------------------------------------ | ------------------------------------ | ------------------------------------ |
| Canadá                               | Sin cambios                          | Guadalupe                            |                                      | Honduras                             | Sin cambios                          | Nicaragua                            |                                      |
| Costa Rica                           | Sin cambios                          | Guatemala                            | Sin cambios                          | Jamaica                              | Sin cambios                          | Panamá                               | Sin cambios                          |
| Cuba                                 | Sin cambios                          | Guayana Francesa                     |                                      | Martinica                            | Sin cambios                          | Surinam                              | Sin cambios                          |
| Estados Unidos                       | Sin cambios                          | Guyana                               |                                      | México                               | Sin cambios                          | Trinidad y Tobago                    | Sin cambios                          |
| Liga B                               |                                      |                                      |                                      |                                      |                                      |                                      |                                      |
| Antigua y Barbuda                    | Sin cambios                          | Curazao                              |                                      | Haití                                |                                      | Saint-Martin                         |                                      |
| Aruba                                |                                      | Dominica                             |                                      | Montserrat                           | Sin cambios                          | Santa Lucía                          | Sin cambios                          |
| Bermudas                             | Sin cambios                          | El Salvador                          |                                      | Puerto Rico                          | Sin cambios                          | San Vicente y las Granadinas         | Sin cambios                          |
| Bonaire                              |                                      | Granada                              |                                      | República Dominicana                 | Sin cambios                          | Sint Maarten                         | Sin cambios                          |
| Liga C                               |                                      |                                      |                                      |                                      |                                      |                                      |                                      |
| Anguila                              | Sin cambios                          | Belice                               |                                      | Islas Turcas y Caicos                | Sin cambios                          | Islas Vírgenes Británicas            | Sin cambios                          |
| Bahamas                              |                                      | Islas Caimán                         | Sin cambios                          | Islas Vírgenes de los Estados Unidos | Sin cambios                          | San Cristóbal y Nieves               |                                      |
| Barbados                             |                                      |                                      |                                      |                                      |                                      |                                      |                                      |

### Sorteo
El sorteo para la fase de grupos tuvo lugar el 6 de mayo de 2024 a las 19:00 EDT (UTC-4) en Miami, Estados Unidos. Los bombos para cada una de las ligas se conformaron con base al ranking de selecciones nacionales de Concacaf de marzo de 2024.
| Bombo | Selección         | Pts. | Rank. |
| ----- | ----------------- | ---- | ----- |
| —     | México            | 1907 | 1     |
| —     | Estados Unidos    | 1849 | 2     |
| —     | Panamá            | 1737 | 3     |
| —     | Canadá            | 1710 | 4     |
| 1     | Jamaica           | 1677 | 5     |
| 1     | Costa Rica        | 1621 | 6     |
| 2     | Honduras          | 1431 | 7     |
| 2     | Guatemala         | 1388 | 9     |
| 3     | Trinidad y Tobago | 1359 | 10    |
| 3     | Martinica         | 1322 | 11    |
| 4     | Cuba              | 1158 | 13    |
| 4     | Guadalupe         | 1119 | 15    |
| 5     | Nicaragua         | 1118 | 16    |
| 5     | Surinam           | 1070 | 17    |
| 6     | Guayana Francesa  | 1058 | 18    |
| 6     | Guyana            | 1040 | 19    |

| Bombo | Selección                    | Pts. | Rank. |
| ----- | ---------------------------- | ---- | ----- |
| 1     | Haití                        | 1409 | 8     |
| 1     | El Salvador                  | 1230 | 12    |
| 1     | Curazao                      | 1134 | 14    |
| 1     | República Dominicana         | 933  | 20    |
| 2     | Bermudas                     | 854  | 21    |
| 2     | Puerto Rico                  | 849  | 22    |
| 2     | Montserrat                   | 815  | 23    |
| 2     | Santa Lucía                  | 798  | 24    |
| 3     | Granada                      | 774  | 25    |
| 3     | San Vicente y las Granadinas | 769  | 26    |
| 3     | Antigua y Barbuda            | 768  | 27    |
| 3     | Aruba                        | 641  | 28    |
| 4     | Dominica                     | 638  | 30    |
| 4     | Bonaire                      | 590  | 31    |
| 4     | Saint-Martin                 | 522  | 33    |
| 4     | Sint Maarten                 | 487  | 34    |

| Bombo | Selección                            | Pts. | Rank. |
| ----- | ------------------------------------ | ---- | ----- |
| 1     | San Cristóbal y Nieves               | 779  | 29    |
| 1     | Belice                               | 737  | 32    |
| 1     | Barbados                             | 558  | 35    |
| 2     | Bahamas                              | 479  | 36    |
| 2     | Islas Caimán                         | 393  | 37    |
| 2     | Islas Turcas y Caicos                | 324  | 38    |
| 3     | Islas Vírgenes Británicas            | 207  | 39    |
| 3     | Islas Vírgenes de los Estados Unidos | 155  | 40    |
| 3     | Anguila                              | 150  | 41    |

| Bombo | Selección                    | Pts. | Rank. |
| ----- | ---------------------------- | ---- | ----- |
| 1     | Haití                        | 1409 | 8     |
| 1     | El Salvador                  | 1230 | 12    |
| 1     | Curazao                      | 1134 | 14    |
| 1     | República Dominicana         | 933  | 20    |
| 2     | Bermudas                     | 854  | 21    |
| 2     | Puerto Rico                  | 849  | 22    |
| 2     | Montserrat                   | 815  | 23    |
| 2     | Santa Lucía                  | 798  | 24    |
| 3     | Granada                      | 774  | 25    |
| 3     | San Vicente y las Granadinas | 769  | 26    |
| 3     | Antigua y Barbuda            | 768  | 27    |
| 3     | Aruba                        | 641  | 28    |
| 4     | Dominica                     | 638  | 30    |
| 4     | Bonaire                      | 590  | 31    |
| 4     | Saint-Martin                 | 522  | 33    |
| 4     | Sint Maarten                 | 487  | 34    |

| Bombo | Selección                            | Pts. | Rank. |
| ----- | ------------------------------------ | ---- | ----- |
| 1     | San Cristóbal y Nieves               | 779  | 29    |
| 1     | Belice                               | 737  | 32    |
| 1     | Barbados                             | 558  | 35    |
| 2     | Bahamas                              | 479  | 36    |
| 2     | Islas Caimán                         | 393  | 37    |
| 2     | Islas Turcas y Caicos                | 324  | 38    |
| 3     | Islas Vírgenes Británicas            | 207  | 39    |
| 3     | Islas Vírgenes de los Estados Unidos | 155  | 40    |
| 3     | Anguila                              | 150  | 41    |

## Liga A

### Grupo A
| Pos. | Equipo     | Pts. | PJ | G | E | P | GF | GC | Dif. | Clasificación                                           |
| ---- | ---------- | ---- | -- | - | - | - | -- | -- | ---- | ------------------------------------------------------- |
| 1    | Costa Rica | 8    | 4  | 2 | 2 | 0 | 7  | 1  | +6   | Cuartos de Final                                        |
| 2    | Surinam    | 7    | 4  | 2 | 1 | 1 | 9  | 4  | +5   | Cuartos de Final                                        |
| 3    | Guatemala  | 7    | 4  | 2 | 1 | 1 | 6  | 5  | +1   | Fase preliminar de la Copa de Oro de la Concacaf 2025   |
| 4    | Martinica  | 5    | 4  | 1 | 2 | 1 | 4  | 5  | −1   | Fase preliminar de la Copa de Oro de la Concacaf 2025   |
| 5    | Guadalupe  | 4    | 4  | 1 | 1 | 2 | 1  | 4  | −3   | Descenso y Play-in a la Copa de Oro de la Concacaf 2025 |
| 6    | Guyana     | 1    | 4  | 0 | 1 | 3 | 5  | 13 | −8   | Descenso y Play-in a la Copa de Oro de la Concacaf 2025 |

 Fuente: Concacaf
Criterios de clasificación: Puntos · Diferencia de goles · Goles a favor · Play-off
| \| Fecha \| Lugar \| Local \| \| Resultado \| \| Visitante \| \| ----------------------- \| ------------------- \| ---------- \| \| --------- \| \| ---------- \| \| 5 de septiembre de 2024 \| Leonora \| Guyana \| \| 1 – 3 \| \| Surinam \| \| 5 de septiembre de 2024 \| San José \| Costa Rica \| \| 3 – 0 \| \| Guadalupe \| \| 5 de septiembre de 2024 \| Ciudad de Guatemala \| Guatemala \| \| 3 – 1 \| \| Martinica \| \| 9 de septiembre de 2024 \| Le Gosier \| Guadalupe \| \| 1 – 0 \| \| Surinam \| \| 9 de septiembre de 2024 \| Fort-de-France \| Martinica \| \| 2 – 2 \| \| Guyana \| \| 9 de septiembre de 2024 \| Ciudad de Guatemala \| Guatemala \| \| 0 – 0 \| \| Costa Rica \| \| 11 de octubre de 2024 \| Le Gosier \| Guadalupe \| \| 0 – 1 \| \| Martinica \| \| 11 de octubre de 2024 \| Paramaribo \| Surinam \| \| 1 – 1 \| \| Costa Rica \| \| 11 de octubre de 2024 \| Leonora \| Guyana \| \| 1 – 3 \| \| Guatemala \| \| 15 de octubre de 2024 \| San José \| Costa Rica \| \| 3 – 0 \| \| Guatemala \| \| 15 de octubre de 2024 \| Fort-de-France \| Martinica \| \| 0 – 0 \| \| Guadalupe \| \| 15 de octubre de 2024 \| Paramaribo \| Surinam \| \| 5 – 1 \| \| Guyana \| |                     |            |                                |           |                                |            |
| |                     |            |                                |           |                                |            |
| Fecha | Lugar               | Local      |                                | Resultado |                                | Visitante  |
| 5 de septiembre de 2024 | Leonora             | Guyana     | Bandera de Guyana              | 1 – 3     | Bandera de Surinam             | Surinam    |
| 5 de septiembre de 2024 | San José            | Costa Rica | Bandera de Costa Rica          | 3 – 0     | Bandera de Guadalupe (Francia) | Guadalupe  |
| 5 de septiembre de 2024 | Ciudad de Guatemala | Guatemala  | Bandera de Guatemala           | 3 – 1     | Bandera de Martinica           | Martinica  |
| 9 de septiembre de 2024 | Le Gosier           | Guadalupe  | Bandera de Guadalupe (Francia) | 1 – 0     | Bandera de Surinam             | Surinam    |
| 9 de septiembre de 2024 | Fort-de-France      | Martinica  | Bandera de Martinica           | 2 – 2     | Bandera de Guyana              | Guyana     |
| 9 de septiembre de 2024 | Ciudad de Guatemala | Guatemala  | Bandera de Guatemala           | 0 – 0     | Bandera de Costa Rica          | Costa Rica |
| 11 de octubre de 2024 | Le Gosier           | Guadalupe  | Bandera de Guadalupe (Francia) | 0 – 1     | Bandera de Martinica           | Martinica  |
| 11 de octubre de 2024 | Paramaribo          | Surinam    | Bandera de Surinam             | 1 – 1     | Bandera de Costa Rica          | Costa Rica |
| 11 de octubre de 2024 | Leonora             | Guyana     | Bandera de Guyana              | 1 – 3     | Bandera de Guatemala           | Guatemala  |
| 15 de octubre de 2024 | San José            | Costa Rica | Bandera de Costa Rica          | 3 – 0     | Bandera de Guatemala           | Guatemala  |
| 15 de octubre de 2024 | Fort-de-France      | Martinica  | Bandera de Martinica           | 0 – 0     | Bandera de Guadalupe (Francia) | Guadalupe  |
| 15 de octubre de 2024 | Paramaribo          | Surinam    | Bandera de Surinam             | 5 – 1     | Bandera de Guyana              | Guyana     |

### Grupo B
| Pos. | Equipo            | Pts. | PJ | G | E | P | GF | GC | Dif. | Clasificación                                           |
| ---- | ----------------- | ---- | -- | - | - | - | -- | -- | ---- | ------------------------------------------------------- |
| 1    | Jamaica           | 8    | 4  | 2 | 2 | 0 | 4  | 1  | +3   | Cuartos de final                                        |
| 2    | Honduras          | 7    | 4  | 2 | 1 | 1 | 8  | 4  | +4   | Cuartos de final                                        |
| 3    | Nicaragua         | 7    | 4  | 2 | 1 | 1 | 5  | 5  | 0    | Fase preliminar de la Copa de Oro de la Concacaf 2025   |
| 4    | Trinidad y Tobago | 5    | 4  | 1 | 2 | 1 | 5  | 7  | −2   | Fase preliminar de la Copa de Oro de la Concacaf 2025   |
| 5    | Cuba              | 3    | 4  | 0 | 3 | 1 | 4  | 6  | −2   | Descenso y Play-in a la Copa de Oro de la Concacaf 2025 |
| 6    | Guayana Francesa  | 1    | 4  | 0 | 1 | 3 | 4  | 7  | −3   | Descenso y Play-in a la Copa de Oro de la Concacaf 2025 |

 Fuente: Concacaf
Criterios de clasificación: Puntos · Diferencia de goles · Goles a favor · Play-off
| \| Fecha \| Lugar \| Local \| \| Resultado \| \| Visitante \| \| ------------------------ \| ---------------- \| ----------------- \| \| --------- \| \| ----------------- \| \| 6 de septiembre de 2024 \| Remire-Montjoly \| Guayana Francesa \| \| 0 – 1 \| \| Nicaragua \| \| 6 de septiembre de 2024 \| Kingston \| Jamaica \| \| 0 – 0 \| \| Cuba \| \| 6 de septiembre de 2024 \| Tegucigalpa \| Honduras \| \| 4 – 0 \| \| Trinidad y Tobago \| \| 10 de septiembre de 2024 \| Santiago de Cuba \| Cuba \| \| 1 – 1 \| \| Nicaragua \| \| 10 de septiembre de 2024 \| Bacolet \| Trinidad y Tobago \| \| 0 – 0 \| \| Guayana Francesa \| \| 10 de septiembre de 2024 \| Tegucigalpa \| Honduras \| \| 1 – 2 \| \| Jamaica \| \| 10 de octubre de 2024 \| Sinnamary \| Guayana Francesa \| \| 2 – 3 \| \| Honduras \| \| 10 de octubre de 2024 \| Santiago de Cuba \| Cuba \| \| 2 – 2 \| \| Trinidad y Tobago \| \| 10 de octubre de 2024 \| Managua \| Nicaragua \| \| 0 – 2 \| \| Jamaica \| \| 14 de octubre de 2024 \| Kingston \| Jamaica \| \| 0 – 0 \| \| Honduras \| \| 14 de octubre de 2024 \| Bacolet \| Trinidad y Tobago \| \| 3 – 1 \| \| Cuba \| \| 14 de octubre de 2024 \| Managua \| Nicaragua \| \| 3 – 2 \| \| Guayana Francesa \| |                  |                   |                              |           |                              |                   |
| Fecha | Lugar            | Local             |                              | Resultado |                              | Visitante         |
| 6 de septiembre de 2024 | Remire-Montjoly  | Guayana Francesa  | Bandera de Guayana Francesa  | 0 – 1     | Bandera de Nicaragua         | Nicaragua         |
| 6 de septiembre de 2024 | Kingston         | Jamaica           | Bandera de Jamaica           | 0 – 0     | Bandera de Cuba              | Cuba              |
| 6 de septiembre de 2024 | Tegucigalpa      | Honduras          | Bandera de Honduras          | 4 – 0     | Bandera de Trinidad y Tobago | Trinidad y Tobago |
| 10 de septiembre de 2024 | Santiago de Cuba | Cuba              | Bandera de Cuba              | 1 – 1     | Bandera de Nicaragua         | Nicaragua         |
| 10 de septiembre de 2024 | Bacolet          | Trinidad y Tobago | Bandera de Trinidad y Tobago | 0 – 0     | Bandera de Guayana Francesa  | Guayana Francesa  |
| 10 de septiembre de 2024 | Tegucigalpa      | Honduras          | Bandera de Honduras          | 1 – 2     | Bandera de Jamaica           | Jamaica           |
| 10 de octubre de 2024 | Sinnamary        | Guayana Francesa  | Bandera de Guayana Francesa  | 2 – 3     | Bandera de Honduras          | Honduras          |
| 10 de octubre de 2024 | Santiago de Cuba | Cuba              | Bandera de Cuba              | 2 – 2     | Bandera de Trinidad y Tobago | Trinidad y Tobago |
| 10 de octubre de 2024 | Managua          | Nicaragua         | Bandera de Nicaragua         | 0 – 2     | Bandera de Jamaica           | Jamaica           |
| 14 de octubre de 2024 | Kingston         | Jamaica           | Bandera de Jamaica           | 0 – 0     | Bandera de Honduras          | Honduras          |
| 14 de octubre de 2024 | Bacolet          | Trinidad y Tobago | Bandera de Trinidad y Tobago | 3 – 1     | Bandera de Cuba              | Cuba              |
| 14 de octubre de 2024 | Managua          | Nicaragua         | Bandera de Nicaragua         | 3 – 2     | Bandera de Guayana Francesa  | Guayana Francesa  |

### Cuartos de final
Los partidos tuvieron lugar en noviembre de 2024. Los ganadores avanzaron a la Fase final de la Liga de Naciones de Concacaf y clasificaron a la Copa de Oro de la Concacaf 2025.
| Equipo 1   | Agr. | Equipo 2       | Ida | Vuelta |
| ---------- | ---- | -------------- | --- | ------ |
| Costa Rica | 2–3  | Panamá         | 0–1 | 2–2    |
| Jamaica    | 2–5  | Estados Unidos | 0–1 | 2–4    |
| Surinam    | 0–4  | Canadá         | 0–1 | 0–3    |
| Honduras   | 2–4  | México         | 2–0 | 0–4    |

### Fase final
Cuadro de desarrollo
|  | Semifinales | Semifinales    | Semifinales |        |   | Final        | Final          | Final        |  |
|  |             |                |             |        |   |              |                |              |  |
|  |             |                |             |        |   |              |                |              |  |
|  | 1           | Canadá         | 0           |        |   |              |                |              |  |
|  | 1           | Canadá         | 0           |        |   |              |                |              |  |
|  | 4           | México         | 2           |        |   |              |                |              |  |
|  | 4           | México         | 2           |        | 4 | México       | 2              |              |  |
|  |             |                |             |        | 4 | México       | 2              |              |  |
|  |             |                | 3           | Panamá | 1 |              |                |              |  |
|  | 2           | Estados Unidos | 3           | Panamá | 1 | 0            |                |              |  |
|  | 2           | Estados Unidos |             |        |   | 0            |                |              |  |
|  | 3           | Panamá         | 1           |        |   | Tercer lugar | Tercer lugar   | Tercer lugar |  |
|  | 3           | Panamá         | 1           |        |   | Tercer lugar | Tercer lugar   | Tercer lugar |  |
|  |             |                |             |        |   |              |                |              |  |
|  |             |                |             |        |   | 1            | Canadá         | 2            |  |
|  |             |                |             |        |   | 1            | Canadá         | 2            |  |
|  |             |                |             |        |   | 2            | Estados Unidos | 1            |  |
|  |             |                |             |        |   | 2            | Estados Unidos | 1            |  |
|  |             |                |             |        |   |              |                |              |  |

|                            |
| Bandera de México          |
| Campeón México 1.er título |

## Liga B

### Grupo A
| Pos. | Equipo                       | Pts. | PJ | G | E | P | GF | GC | Dif. | Clasificación                                         |  | Bandera de El Salvador | Bandera de San Vicente y las Granadinas | Bandera de Bonaire | Bandera de Montserrat |
| ---- | ---------------------------- | ---- | -- | - | - | - | -- | -- | ---- | ----------------------------------------------------- |  | ---------------------- | --------------------------------------- | ------------------ | --------------------- |
| 1    | El Salvador                  | 15   | 6  | 5 | 0 | 1 | 12 | 6  | +6   | Ascenso y Copa de Oro 2025                            |  | —                      | 1–2                                     | 2–1                | 1–0                   |
| 2    | San Vicente y las Granadinas | 13   | 6  | 4 | 1 | 1 | 12 | 7  | +5   | Fase preliminar de la Copa de Oro de la Concacaf 2025 |  | 2–3                    | —                                       | 3–1                | 2–0                   |
| 3    | Bonaire                      | 4    | 6  | 1 | 1 | 4 | 4  | 8  | −4   |                                                       |  | 0–1                    | 1–1                                     | —                  | 0–1                   |
| 4    | Montserrat                   | 3    | 6  | 1 | 0 | 5 | 3  | 10 | −7   | Descenso                                              |  | 1–4                    | 1–2                                     | 0–1                | —                     |

 Fuente: Concacaf
Criterios de clasificación: Puntos · Diferencia de goles · Goles a favor · Play-off

### Grupo B
| Pos. | Equipo       | Pts. | PJ | G | E | P | GF | GC | Dif. | Clasificación              |     | Bandera de Curazao | Bandera de Santa Lucía | Bandera de Granada | Bandera de San Martín |
| ---- | ------------ | ---- | -- | - | - | - | -- | -- | ---- | -------------------------- | --- | ------------------ | ---------------------- | ------------------ | --------------------- |
| 1    | Curazao      | 13   | 6  | 4 | 1 | 1 | 15 | 3  | +12  | Ascenso y Copa de Oro 2025 |     | —                  | 4–1                    | 1–0                | 4–0                   |
| 2    | Santa Lucía  | 9    | 6  | 3 | 0 | 3 | 7  | 15 | −8   |                            |     | 2–1                | —                      | 0–4                | 0–4                   |
| 3    | Granada      | 7    | 6  | 2 | 1 | 3 | 7  | 6  | +1   |                            | 0–0 | 1–2                | —                      | 0–3                |                       |
| 4    | Saint-Martin | 6    | 6  | 2 | 0 | 4 | 8  | 13 | −5   | Descenso                   |     | 0–5                | 1–2                    | 0–2                | —                     |

 Fuente: Concacaf
Criterios de clasificación: Puntos · Diferencia de goles · Goles a favor · Play-off

### Grupo C
| Pos. | Equipo       | Pts. | PJ | G | E | P | GF | GC | Dif. | Clasificación              |     | Bandera de Haití | Bandera de Puerto Rico |     | Bandera de Aruba |
| ---- | ------------ | ---- | -- | - | - | - | -- | -- | ---- | -------------------------- | --- | ---------------- | ---------------------- | --- | ---------------- |
| 1    | Haití        | 18   | 6  | 6 | 0 | 0 | 29 | 5  | +24  | Ascenso y Copa de Oro 2025 |     | —                | 3–0                    | 6–0 | 5–3              |
| 2    | Puerto Rico  | 9    | 6  | 3 | 0 | 3 | 11 | 12 | −1   |                            |     | 1–4              | —                      | 2–1 | 5–1              |
| 3    | Sint Maarten | 9    | 6  | 3 | 0 | 3 | 7  | 18 | −11  |                            | 0–8 | 3–2              | —                      | 2–0 |                  |
| 4    | Aruba        | 0    | 6  | 0 | 0 | 6 | 5  | 17 | −12  | Descenso                   |     | 1–3              | 0–1                    | 0–1 | —                |

 Fuente: Concacaf
Criterios de clasificación: Puntos · Diferencia de goles · Goles a favor · Play-off

### Grupo D
| Pos. | Equipo               | Pts. | PJ | G | E | P | GF | GC | Dif. | Clasificación                                         |  | Bandera de la República Dominicana | Bandera de Bermudas | Bandera de Dominica | Bandera de Antigua y Barbuda |
| ---- | -------------------- | ---- | -- | - | - | - | -- | -- | ---- | ----------------------------------------------------- |  | ---------------------------------- | ------------------- | ------------------- | ---------------------------- |
| 1    | República Dominicana | 18   | 6  | 6 | 0 | 0 | 27 | 4  | +23  | Ascenso y Copa de Oro 2025                            |  | —                                  | 6–1                 | 2–0                 | 5–0                          |
| 2    | Bermudas             | 12   | 6  | 4 | 0 | 2 | 15 | 13 | +2   | Fase preliminar de la Copa de Oro de la Concacaf 2025 |  | 2–3                                | —                   | 3–2                 | 2–1                          |
| 3    | Dominica             | 4    | 6  | 1 | 1 | 4 | 6  | 18 | −12  |                                                       |  | 1–6                                | 1–6                 | —                   | 2–1                          |
| 4    | Antigua y Barbuda    | 1    | 6  | 0 | 1 | 5 | 2  | 15 | −13  | Descenso                                              |  | 0–5                                | 0–1                 | 0–0                 | —                            |

 Fuente: Concacaf
Criterios de clasificación: Puntos · Diferencia de goles · Goles a favor · Play-off

## Liga C

### Grupo A
| Pos. | Equipo                               | Pts. | PJ | G | E | P | GF | GC | Dif. | Clasificación                           |     | Bandera de Barbados | Bandera de Bahamas | Bandera de Islas Vírgenes de los Estados Unidos |
| ---- | ------------------------------------ | ---- | -- | - | - | - | -- | -- | ---- | --------------------------------------- | --- | ------------------- | ------------------ | ----------------------------------------------- |
| 1    | Barbados                             | 12   | 4  | 4 | 0 | 0 | 17 | 4  | +13  | Ascenso y Play-In a la Copa de Oro 2025 |     | —                   | 6–2                | 3–0                                             |
| 2    | Bahamas                              | 4    | 4  | 1 | 1 | 2 | 10 | 13 | −3   |                                         |     | 2–3                 | —                  | 3–1                                             |
| 3    | Islas Vírgenes de los Estados Unidos | 1    | 4  | 0 | 1 | 3 | 4  | 14 | −10  |                                         | 0–5 | 3−3                 | —                  |                                                 |

 Fuente: Concacaf
Criterios de clasificación: Puntos · Diferencia de goles · Goles a favor · Play-off

### Grupo B
| Pos. | Equipo                | Pts. | PJ | G | E | P | GF | GC | Dif. | Clasificación                           |     | Bandera de Belice | Bandera de Anguila | Bandera de Islas Turcas y Caicos |
| ---- | --------------------- | ---- | -- | - | - | - | -- | -- | ---- | --------------------------------------- | --- | ----------------- | ------------------ | -------------------------------- |
| 1    | Belice                | 12   | 4  | 4 | 0 | 0 | 9  | 0  | +9   | Ascenso y Play-In a la Copa de Oro 2025 |     | —                 | 1–0                | 3–0                              |
| 2    | Anguila               | 3    | 4  | 1 | 0 | 3 | 3  | 4  | −1   |                                         |     | 0–1               | —                  | 2−0                              |
| 3    | Islas Turcas y Caicos | 3    | 4  | 1 | 0 | 3 | 2  | 10 | −8   |                                         | 0–4 | 2–1               | —                  |                                  |

 Fuente: Concacaf
Criterios de clasificación: Puntos · Diferencia de goles · Goles a favor · Play-off

### Grupo C
| Pos. | Equipo                    | Pts. | PJ | G | E | P | GF | GC | Dif. | Clasificación                           |  | Bandera de San Cristobal y Nieves | Bandera de Islas Caimán | Bandera de Islas Vírgenes Británicas |
| ---- | ------------------------- | ---- | -- | - | - | - | -- | -- | ---- | --------------------------------------- |  | --------------------------------- | ----------------------- | ------------------------------------ |
| 1    | San Cristóbal y Nieves    | 10   | 4  | 3 | 1 | 0 | 10 | 3  | +7   | Ascenso y Play-In a la Copa de Oro 2025 |  | —                                 | 1–1                     | 2–0                                  |
| 2    | Islas Caimán              | 7    | 4  | 2 | 1 | 1 | 4  | 5  | −1   | Ascenso y Play-In a la Copa de Oro 2025 |  | 1–4                               | —                       | 1–0                                  |
| 3    | Islas Vírgenes Británicas | 0    | 4  | 0 | 0 | 4 | 1  | 7  | −6   |                                         |  | 1–3                               | 0−1                     | —                                    |

 Fuente: Concacaf
Criterios de clasificación: Puntos · Diferencia de goles · Goles a favor · Play-off

### Mejor segundo
| Pos. | Grp. | Equipo       | Pts. | PJ | G | E | P | GF | GC | Dif. | Clasificación                           |
| ---- | ---- | ------------ | ---- | -- | - | - | - | -- | -- | ---- | --------------------------------------- |
| 1    | C    | Islas Caimán | 7    | 4  | 2 | 1 | 1 | 4  | 5  | −1   | Ascenso y Play-In a la Copa de Oro 2025 |
| 2    | A    | Bahamas      | 4    | 4  | 1 | 1 | 2 | 10 | 13 | −3   |                                         |
| 3    | B    | Anguila      | 3    | 4  | 1 | 0 | 3 | 3  | 4  | −1   |                                         |

 Fuente: Concacaf
Criterios de clasificación: 1) Puntos; 2) Diferencia de gol; 3) Goles anotados; 4) Puntos disciplinarios; 5) Sorteo.

## Fase de Play-in
Los partidos tuvieron lugar en noviembre de 2024. Los ganadores avanzaron a la Fase preliminar de la Copa Oro de la Concacaf 2025.
| Equipo 1               | Agr. | Equipo 2         | Ida | Vuelta |
| ---------------------- | ---- | ---------------- | --- | ------ |
| Islas Caimán           | 0–7  | Guadalupe        | 0–6 | 0–1    |
| San Cristóbal y Nieves | 2–5  | Cuba             | 2–1 | 0–4    |
| Belice                 | 4–3  | Guayana Francesa | 2–1 | 2–2    |
| Barbados               | 4–9  | Guyana           | 1–4 | 3–5    |

## Clasificación a la Copa de Oro de la Concacaf 2025
| Equipo 1          | Agr. | Equipo 2                     | Ida | Vuelta |
| ----------------- | ---- | ---------------------------- | --- | ------ |
| Costa Rica        | 13–1 | Belice                       | 7–0 | 6–1    |
| Jamaica           | 4–1  | San Vicente y las Granadinas | 1–1 | 3–0    |
| Honduras          | 7–3  | Bermudas                     | 5–3 | 2–0    |
| Guatemala         | 4–3  | Guyana                       | 2–3 | 2–0    |
| Trinidad y Tobago | 6–1  | Cuba                         | 2–1 | 4–0    |
| Martinica         | 0–2  | Surinam                      | 0–1 | 0–1    |
| Nicaragua         | 0–2  | Guadalupe                    | 0–1 | 0–1    |

## Máximos goleadores
| Pos. | Futbolista       | Goles |
| ---- | ---------------- | ----- |
| 1    | Raúl Jiménez     | 5     |
| 2    | Osaze De Rosario | 4     |
| 2    | Omari Glasgow    | 4     |
| 4    | Jules Haabo      | 3     |
| 4    | Isaiah Jones     | 3     |

| Pos. | Futbolista       | Goles |
| ---- | ---------------- | ----- |
| 1    | Dorny Romero     | 10    |
| 2    | Duckens Nazon    | 9     |
| 3    | Frantzdy Pierrot | 7     |
| 4    | Juninho Bacuna   | 5     |
| 4    | Heinz Mörschel   | 5     |
| 6    | Jearl Margaritha | 4     |
| 6    | Keelan Lebon     | 4     |
| 6    | Diel Spring      | 4     |

| Pos. | Futbolista         | Goles |
| ---- | ------------------ | ----- |
| 1    | Niall Reid-Stephen | 8     |
| 2    | Brandon Adderley   | 6     |
| 3    | Jordy Polanco      | 4     |
| 3    | Tiquanny Williams  | 4     |
| 5    | Andre Applewhaite  | 3     |
| 6    | Lamar Carpenter    | 2     |
| 6    | Sheran Hoyte       | 2     |
| 6    | Omani Leacock      | 2     |
| 6    | Orlando Velasquez  | 2     |

Fuente: CONCACAF.

## Clasificados a la Copa de Oro de la Concacaf 2025
| Bandera de Haití      | Bandera de El Salvador | Bandera de Curazao    | Bandera de Estados Unidos   |
| Haití                 | El Salvador            | Curazao               | Estados Unidos              |
| 1.° Grupo C de Liga B | 1.° Grupo A de Liga B  | 1.° Grupo B de Liga B | Ganador de cuartos de final |
| Clasificado: 15/11/24 | Clasificado: 17/11/24  | Clasificado: 18/11/24 | Clasificado: 18/11/24       |

| Bandera de Panamá           | Bandera de la República Dominicana | Bandera de Canadá           | Bandera de México           |
| Panamá                      | República Dominicana               | Canadá                      | México                      |
| Ganador de cuartos de final | 1.° Grupo D de Liga B              | Ganador de cuartos de final | Ganador de cuartos de final |
| Clasificado: 18/11/24       | Clasificado: 19/11/24              | Clasificado: 19/11/24       | Clasificado: 19/11/24       |

| Bandera de Trinidad y Tobago | Bandera de Surinam    | Bandera de Jamaica    | Bandera de Guadalupe (Francia) |
| Trinidad y Tobago            | Surinam               | Jamaica               | Guadalupe                      |
| Ganador Play-off 5           | Ganador Play-off 6    | Ganador Play-off 2    | Ganador Play-off 7             |
| Clasificado: 25/03/25        | Clasificado: 25/03/25 | Clasificado: 25/03/25 | Clasificado: 25/03/25          |

| Bandera de Guatemala  | Bandera de Costa Rica | Bandera de Honduras   |
| Guatemala             | Costa Rica            | Honduras              |
| Ganador Play-off 4    | Ganador Play-off 1    | Ganador Play-off 3    |
| Clasificado: 25/03/25 | Clasificado: 25/03/25 | Clasificado: 25/03/25 |